# Grote roetbij
De grote roetbij (Panurgus banksianus) is een vliesvleugelig insect uit de familie Andrenidae. De wetenschappelijke naam van de soort is voor het eerst geldig gepubliceerd in 1802 door Kirby.
De grote roetbij wordt 10 tot 12 millimeter groot. De vliegtijd is van mei tot en met augustus, de top ligt bij mannetjes eind juni en bij vrouwtjes vlak daarna begin juli. Het vrouwtje graaft een nest op open onbegroeide plekken, in het algemeen op zandgrond.